# Курозек
Курозе́к (каз. Құрөзек) — село у складі Келеського району Туркестанської області Казахстану. Входить до складу Бірліцького сільського округу.
У радянські часи село називалось Отділення № 3 совхоза Бірлік.
Населення — 90 осіб (2021; 298 у 2009, 224 у 1999, 393 у 1989).